# 南梁砖塔
南梁文峰塔，又名南梁砖塔，位于山西省临汾市翼城县南梁镇南梁村路边杨树林中，是一座清代圆筒形实心砖塔，高8米，直径2.2米，五级密檐式。顶层有佛龛。
1987年8月20日，南梁砖塔公布为翼城县文物保护单位。